# پرادیپ پاندی
پرادیپ پاندی (به انگلیسی: Pradeep Pandey) بازیگر و مدل هندی است.
از کارهای معروف او می‌توان به بازی در فیلم دل‌آرا اشاره کرد.